# 折壁站
折壁站（日语：／ Orikabe eki */?）是東日本旅客鐵道（JR東日本）大船渡線沿線的鐵路車站，位於岩手縣一關市室根町。折壁站在JR東日本盛岡支社管轄範圍內，由氣仙沼車站代為管理。
折壁在過去曾是室根村（2005年時與周邊其他村町合併成為一關市）的中心車站，由1928年9月2日至1929年7月30日之間、大船渡線折壁至氣仙沼間路段尚未開通之前，它曾是終點站。

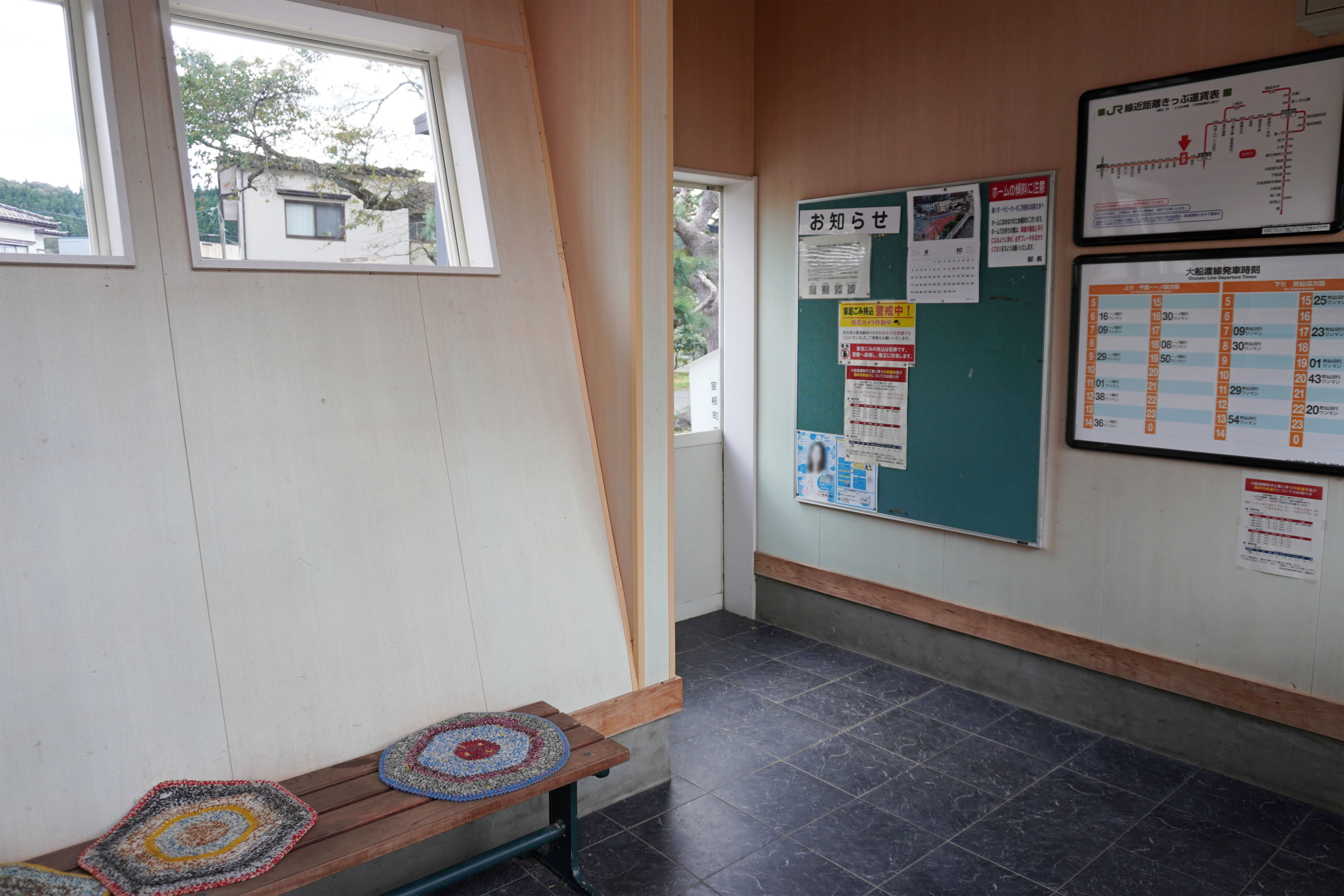
車站內部(2023年10月)

## 車站構造

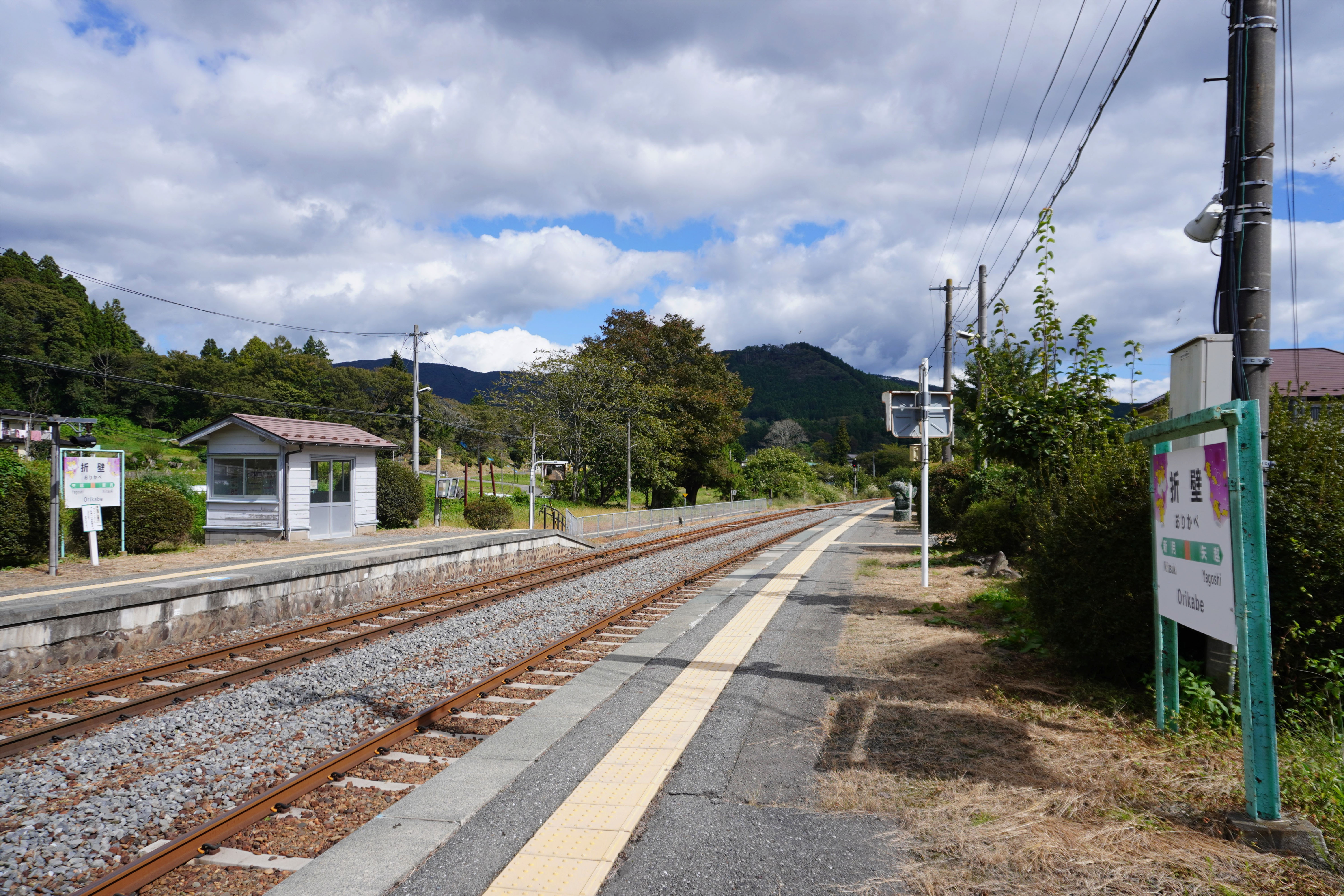
月台(2023年10月)

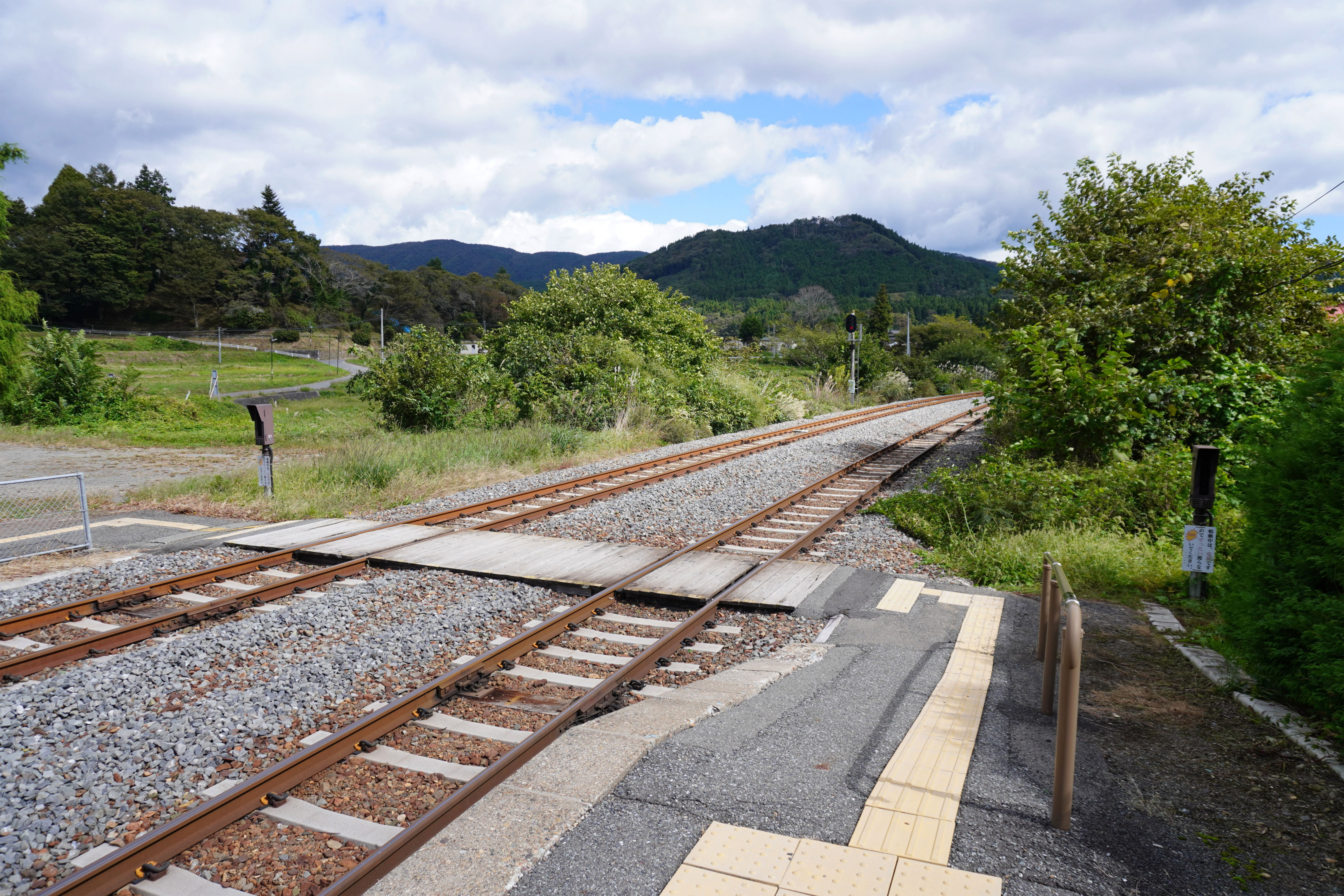
平交道(2023年10月)

本站為對向式月台2面2線的地面車站，各月台以站內平交道連絡。站房内曾有條回廊，但現在已被拆除，只剩下簡約的候車室建築。曾經是有人管理的車站，目前已改為由氣仙沼管理的無人車站。

### 月台配置
| 月台       | 路線      | 方向 | 目的地     |
| ---------- | --------- | ---- | ---------- |
| （站舍側） | ■大船渡線 | 上行 | 一之關方向 |
| （對側）   | ■大船渡線 | 下行 | 氣仙沼方向 |

- 由於線路在東日本大震災中損毀，下行班次只運行至氣仙沼站。

## 車站周邊
- 一關市役所室根支所（原室根村役場）
- 室根郵便局
- 縣道136號折壁停車場線
- 縣道263號折壁大原線
- 日本國道284號
- 室根Kirameki Park
- 室根山（觀賞杜鵑名所）

## 歷史
- 1928年（昭和3年）9月2日 - 車站啟用。
- 1986年（昭和61年）11月1日 - 由日本國鐵直屬車站改為代管車站，由氣仙沼車站派遣站員。
- 1987年（昭和62年）4月1日 - 日本國鐵分割民營化後成為JR東日本的車站。
- 1992年（平成2年）12月1日 - 無人化。
- 2007年（平成19年）11月 - 車站改建。

## 相鄰車站
東日本旅客鐵道
■大船渡線
矢越－折壁－新月

## 外部連結
- JR東日本－折壁站 （页面存档备份，存于）（日語）